# Район Цзінань

Розташування району

Цзінань (кит.: 静安区) - район розташований в центрі Шанхая, КНР. Площа району 7.62 км², населення 309,8 (2007). Щільність населення – 40,8 тис. на квадратний кілометр.

## Етимологія

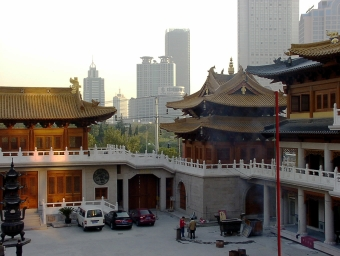
Храм Цзінь Ань

Назва району походить від назви храму Цзінь Ань. Збудований ще в III столітті в період Трьох царств і названий Лудучонхань він є одним з найстаріших храмів Шанхая. За часів  династії Тан він отримав назву Юнтай, свою остаточну назву храм отримав за часів династії Сун, в період Дачжунсянфу (1008—1016). Свою назву район отримав в січні 1960 року. 

## Географія
Район займає площу 7,62 км², з них 0,05 км² водної поверхні та 7.57 км² суходолу.
Район Цзінань межує на сході з районом Хуанпу, на заході з районом Чаннін на півдні з Луванєм та Сюйхоєм. На півночі кордоном з районом Чжабей служить річка Сучжоу.